# Lina Chiusso
Lina Chiusso (Cavallino-Treporti, 9 gennaio 1939 – 1º ottobre 2017) è stata una cantante italiana.

## Biografia
Principalmente attiva negli anni sessanta, la sua carriera musicale ha visto la partecipazione a due edizioni del Festival di Castrocaro, nel 1964 e nel 1966. Dopo la prima partecipazione, ha collaborato come cantante con il gruppo beat veneto i Trivell's e nell'orchestra di Santi Latora e ha inciso per l'etichetta DKF Folklore.
Nel 1967, ha partecipato alla nona edizione del Festival della Canzone Veneta di Sandrigo con il brano Racconto d'inverno, scritto dal poeta trevigiano Andrea Cason e musicato da Ferretto, pseudonimo di Dario Matejcic. Questo brano è stato pubblicato come lato B del 45 giri Salvé Venesia/Raconto d'inverno, condiviso con Mariolino Barberis.
La sua carriera musicale si è sviluppata principalmente nel contesto della musica leggera italiana degli anni Sessanta, con una particolare attenzione al repertorio in lingua veneta.

## Discografia

### Album
- 1969: Folk Italia - Canti n. 1 (DKF, KS 30067; con Poker di Voci, Pino Cerruti, Carlo Pierangeli, Franca Frati)

### Singoli
- 1967: Salvé Venesia/Raconto d'inverno (DKF, FK 11037; con Mariolino Barberis)
- 1968: Moreto moreto/Sensa schei niente ciassoo (DKF, FK 11229)